# Općina Gorišnica
Općina Gorišnica (slo.:Občina Gorišnica) je općina u sjeveroistočnoj Sloveniji u pokrajini Štajerskoj i statističkoj regiji Podravskoj. Središte općine je naselje Gorišnica sa 738 stanovnika.

## Zemljopis
Općina Gorišnica nalazi se u istočnom dijelu Slovenije na granici s Hrvatskom. Južni dio općine se prostire u istočnom dijelu gorja Haloze, dok sjeverni dio se nalazi u dolini rijeke Drave s obe njene strane.
U općini vlada umjereno kontinentalna klima.
Općinom teče rijeka Drava. Svi ostali vodotoci su mali i njeni su pritoci.

## Naselja u općini
Cunkovci, Formin, Gajevci, Gorišnica, Mala vas, Moškanjci, Muretinci, Placerovci, Tibolci, Zagojiči, Zamušani

## Vanjske poveznice
- Službena stranica općine